# Gonzalo Soto Cortázar
Gonzálo Soto (Cali, 26 de enero de 1963) es un exfutbolista y entrenador colombiano. Actualmente es entrenador del Veraguas United FC de la Primera División de Panamá.

## Trayectoria
Ha sido dos veces campeón de la Liga Panameña de Fútbol con el Tauro FC y subcampeón dos vez con el San Francisco FC. En agosto de 2003 dirigió a la Selección de fútbol de Panamá en 3 partidos amistosos ante la Cuba con victoria 1-0 y dos derrotas ante Bolivia y Paraguay 3-0 y 1-2 respectivamente.

## Clubes

### Como jugador
| Club            | País     | Año         |
| --------------- | -------- | ----------- |
| América de Cali | Colombia | 1983 - 1989 |
| Once Caldas     | Colombia | 1990 - 1991 |

### Como asistente técnico
| Club           | País       | Año       | Asistente de:    |
| -------------- | ---------- | --------- | ---------------- |
| Univalle       | Colombia   | 1998      | Arriero Herrera  |
| Santa Fe       | Colombia   | 2004      | Jaime de La Pava |
| Deportivo Cali | Colombia   | 2005      | Jaime de La Pava |
| Uniautónoma    | Colombia   | 2014      | Jaime de La Pava |
| Cortuluá       | Colombia   | 2015-2017 | Jaime de La Pava |
| Herediano      | Costa Rica | 2018      | Jaime de La Pava |

### Como director técnico
| Club               | País       | Año           |
| ------------------ | ---------- | ------------- |
| Tauro FC           | Panamá     | 2002          |
| Selección Mayor    | Panamá     | 2003          |
| Tauro FC           | Panamá     | 2003 - 2004   |
| Tauro FC           | Panamá     | 2008 - 2010   |
| Atlético Nacional  | Panamá     | 2011          |
| Tauro FC           | Panamá     | 2012          |
| San Francisco FC   | Panamá     | 2019-2021     |
| AD Carmelita       | Costa Rica | 2021-2022     |
| San Francisco FC   | Panamá     | 2022          |
| Veraguas United FC | Panamá     | 2024-presente |

## Estadísticas como entrenador

### En selecciones
| Panamá               | 29-06-2003           | 01-09-2003           | 3 | 1 | 0 | 2 | 3 | 5 | (-2) |
| Total en Selecciones | Total en Selecciones | Total en Selecciones | 3 | 1 | 0 | 2 | 3 | 5 | (-2) |

## Palmarés

### Como jugador
| Título                | Club            | País     | Año  |
| --------------------- | --------------- | -------- | ---- |
| Campeonato Colombiano | América de Cali | Colombia | 1983 |
| Campeonato Colombiano | América de Cali | Colombia | 1984 |
| Campeonato Colombiano | América de Cali | Colombia | 1985 |
| Campeonato Colombiano | América de Cali | Colombia | 1986 |

### Como director técnico
| Título           | Club  | País   | Año  |
| ---------------- | ----- | ------ | ---- |
| ANAPROF Clausura | Tauro | Panamá | 2003 |
| ANAPROF Apertura | Tauro | Panamá | 2003 |